# 드라큐라 백작부인
드라큐라 백작부인(Countess Dracula)은 영국에서 제작된 피터 새스디 감독의 1971년 영화이다. 잉그리드 핏 등이 주연으로 출연하였다.

## 출연

### 주연
- 잉그리드 핏
- 나이젤 그린

### 조연
- 샌더 엘스
- 모리스 덴험
- 패티엔스 콜리어
- 피터 제프리
- 레슬리 앤 다운
- 레온 리섹
- 앤드리아 로렌스
- 이안 트리거
- 피터 메이
- 존 무어
- 마리안느 스톤
- 찰스 패럴
- 앤 스탤리브래스
- 패디 라이언
- 마이클 캐드맨

## 제작진
- 의상: 레이몬드 휴즈